# あゆみ橋 (狩野川)

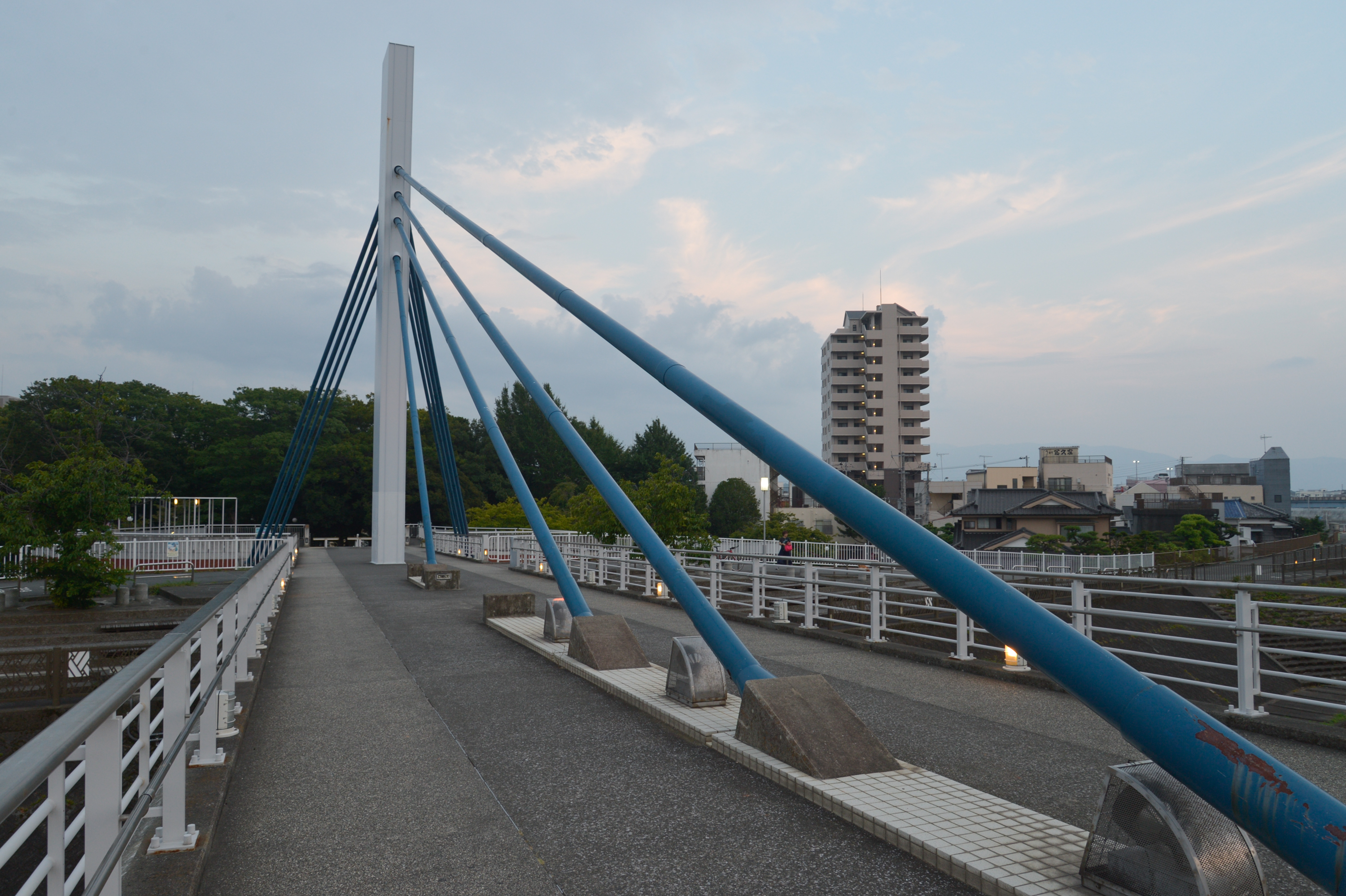
あゆみ橋

あゆみ橋（あゆみはし）は、静岡県沼津市にあり、狩野川に架かる人道橋である。
中央公園と香貫公園を結び、歩行者・自転車専用橋として供用されている。この橋の完成により、沼津駅周辺から市役所のアクセスが容易になり、歩行者の利便性が向上した。

## 橋の概要

### 特徴
本橋最大の特徴は、張弦桁橋・斜張橋が複合された構造形式であり、この複合構造の施工例は世界で初のものである。1995年（平成7年）4月に着工、1999年（平成11年）3月に完成した。

### 諸元
- 種別 - プレストレスト・コンクリート人道橋
- 形式 - 2径間連続斜張定着張弦桁橋(L=96 m)・単純張弦桁橋(L=41 m×2連)
- 橋長 - 226.980 m[1]（主橋部 - 178.13 m）
- 支間 - 16.500 m + 79.000m / 40.000 m / 40.000 m
- 群集荷重 - 350 kgf/m2
- 幅員 - 7.8 m（有効幅員 - 7.0 m）
- 施主 - 沼津市
- 橋梁設計 - アプル総合計画事務所・建設技術研究所
- 施工 - 三井住友建設

### 一般図
- 数値の単位は mm